# F (ngôn ngữ lập trình)
F là một ngôn ngữ lập trình số mô đun, biên dịch và số, được thiết kế cho lập trình khoa học và tính toán khoa học. F được phát triển như một phiển bản Fortran hiện đại, do đó nó trở thành một tập hợp con của Fortran 95. Nó kết hợp cả tính năng số và trừu tượng hóa dữ liệu từ những ngôn ngữ này. F F cũng tương thích ngược với Fortran 77, cho phép thực hiện lời gọi đến các chương trình Fortran 77. F được đưa vào trình biên dịch g95 đầu tiên.

## Tổng quan
F được thiết kế để trở thành một tập hợp con tối thiểu của Fortran, chỉ với khoảng một trăm thủ tục nội tại.